# 소노 사치코
소노 사치코(일본어: 園 祥子 その さちこ[*], 1867년 12월 23일 (게이오 3년 11월 28일) - 1947년 (쇼와 22년) 7월 7일)는 메이지 천황의 측실이다. 소노 모토사치 백작의 딸이다. 궁중에서는 코기쿠 텐지 (小菊典侍,こぎく てんじ)라 불렸다. 아버지 소노 모토사치 (1833년 - 1905년)는 가가쿠와 카구라를 집안 직업으로 한 공경 소노가의 출신으로, 만엔 원년 (1860년)부터 무츠히토 친왕 (후의 메이지 천황)의 가사를 맡았다. 친오빠는 호소카와 토시나가의 양자이자 적자가 된 호소카와 토시후미이다.
메이지 천황과의 사이에서 히사노미야 시즈코 내친왕 (요절), 아키노미야 미치히로 친왕 (요절), 츠네노미야 마사코 내친왕 (타케다노미야 츠네히사 왕비), 카네노미야 후사코 내친왕 (키타시라카와노미야 나루히사 왕비), 후미노미야 노부코 내친왕 (아사카노미야 야스히코 왕비), 미츠노미야 테루히토 친왕 (요절), 야스노미야 토시코 내친왕 (히가시쿠니노미야 나루히코 왕비), 사다노미야 타키코 내친왕 (요절) 등 2남 6녀를 낳았다 (그 중 성인이 된 아이는 왕녀인 4명뿐이다.
메이지 천황의 붕어 후에는 데이메이 황후의 여관장이 되어, 와카기미 (후의 미카사노미야 타카히토 친왕)의 출산에 입회했다. 종2위, 훈2등 보관장을 받았다.

## 같이 보기
- 쇼켄 황태후
- 야나기와라 나루코